# Kuybyshevskiy Rayon (region i Kazakstan)
Kuybyshevskiy Rayon är en region i Kazakstan.   Den ligger i oblystet Nordkazakstan, i den norra delen av landet, 400 km norr om huvudstaden Astana.